# Balatukan
Der komplexe Vulkan Balatukan (auch bekannt unter den Namen Balingoan und Balatocan) liegt zwischen den Städten Cagayan de Oro und Butuan in der Provinz Misamis Oriental an der Nordküste der philippinischen Insel Mindanao. 
Die Lavaströme an seinen Flanken stammen aus dem Pleistozän, und der Vulkan ist stark erodiert. Einige Fumarolen deuten darauf hin, dass der Balatukan nicht erloschen ist, allerdings sind keine wissenschaftlich gesicherten Daten über einen Ausbruch oder die letzte Eruption bekannt.
Das Gebiet um den Vulkan wurde 2007 zum Mount Balatukan Range Natural Park erklärt. 